# 酸梅

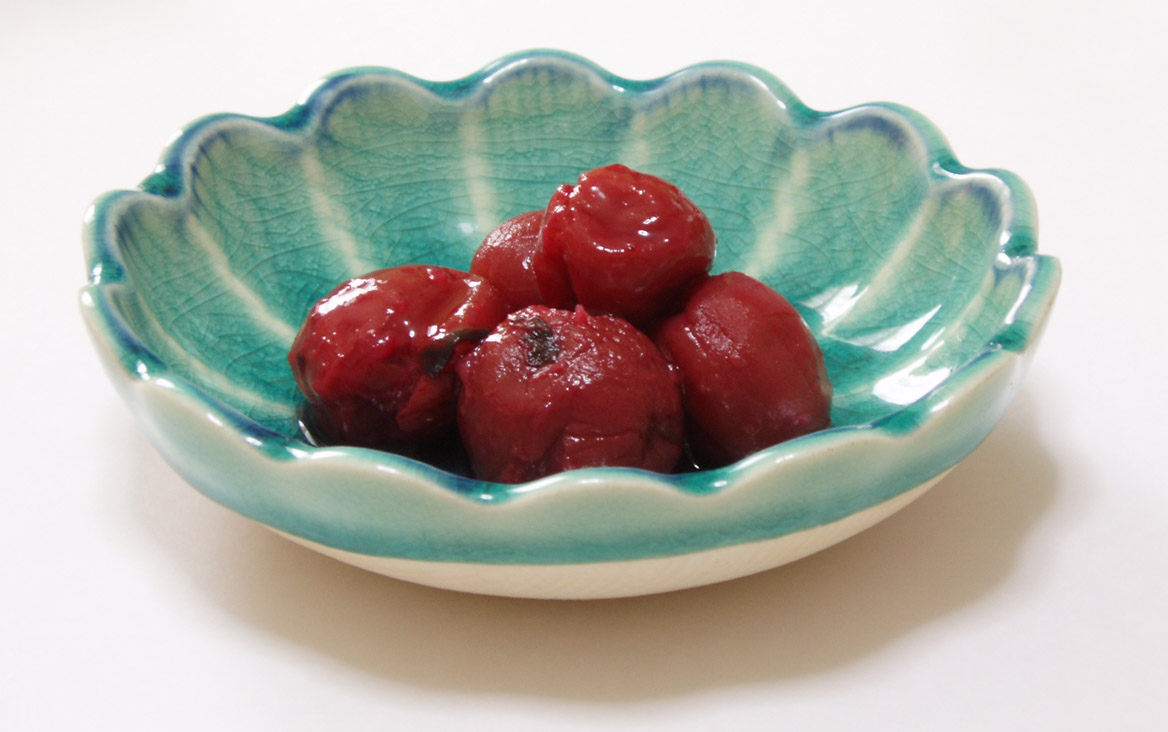
日本的梅漬，常用來配飯。

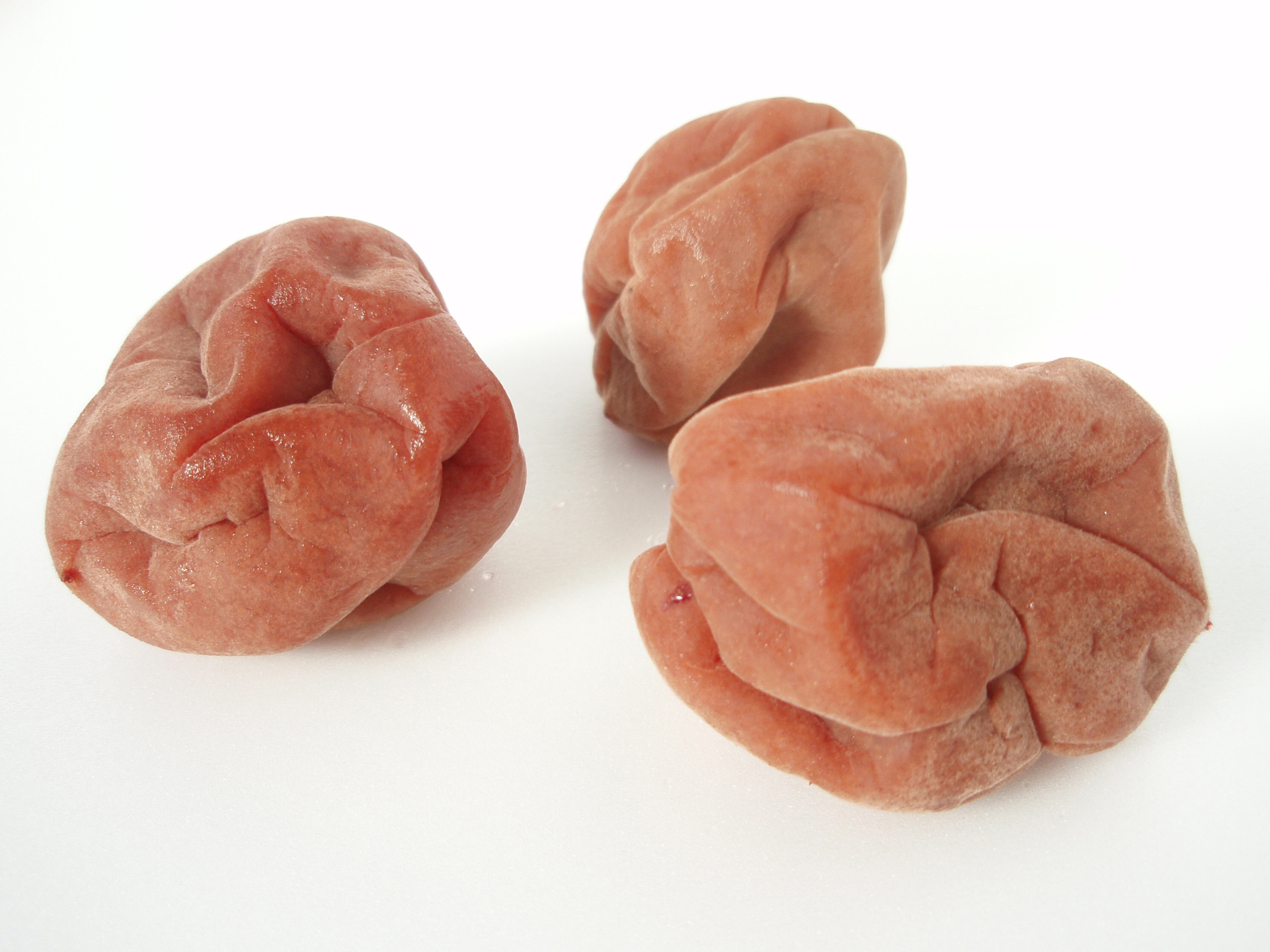
日本的梅乾

酸梅是以梅子（梅的果實）為材料加上糖、鹽、醋等醃製而成的加工食品。酸梅的製作中往往以鹽來做為脫水的手段。

## 分類
酸梅依類型可以分為乾酸梅及醃漬梅：
- 乾酸梅：以大量的鹽醃製，成品為乾貨型式。日本常稱為梅干(Umeboshi)。
  - 話梅：因色白又稱為白話梅。
  - 紹興梅：成份與話梅接近，但鹽量較少且以紅色色素加以染色。
  - 奶梅：以糖作為最後脫水的材料，並灑上糖粉使成品呈白色，甜味較重。
- 醃漬梅：以梅子汁、醋及其他材料加以醃製，成品富含水份。日本常稱為梅漬(Umezuke)。
  - 脆梅：將梅子以鹽略加脫水後，加上糖水醃製，成品口感脆爽且接近梅子原味。
  - 茶梅：將略為脫水後的梅子加上茶水和醋醃製，成品可以看見茶葉並具有茶香為其特色。
  - 烏梅：顏色較黑，亦用作做酸梅湯。

## 外部連結
- . 藥用植物圖像數據庫 (香港浸會大學中醫藥學院).   [2011-12-01]. （原始内容存档于2021-03-05）.